# Ocean One (gratte-ciel)
L’Ocean One est un gratte-ciel de logements de 208 mètres de hauteur construit à Panama de 2005 à 2008. 
L'immeuble fait partie du complexe Ocean Towers qui comprend également l'Ocean Two
L'architecte est l'agence panaméenne Pinzón Lozano & Asociados Arquitectos qui a conçu beaucoup d'autres gratte-ciel à Panama.
Le promoteur est la société F&F Properties Ltd. Inc.